# 1106 Cydonia
1106 Cydonia là một tiểu hành tinh vành đai chính bay quanh Mặt Trời. Nó được phát hiện bởi Karl Wilhelm Reinmuth ngày 5 tháng 2 năm 1929 ở Heidelberg, Đức. Tên ban đầu của nó là 1929 CW. Nó được đặt theo tên a type of tree, quince, belonging to the apple family.